# Мапелли-Моцци, Алекс
Алекс Мапелли-Моцци (англ. Alex Mapelli-Mozzi, настоящее имя — Алессандро; 7 мая 1951) — британский арт-дилер и спортсмен-горнолыжник. Также имеет итальянское гражданство.

## Биография
Воспитывался на семейной вилле в Италии. Его семья имела графский титул, однако сам Алессандро родился уже после свержения итальянской монархии и официального титула не имел. С 1965 по 1969 год обучался в школе-интернате в Англии.
В 1972 году в составе сборной Великобритании выступал на Олимпиаде в Саппоро, где принял участие в соревнованиях по горнолыжному спорту. Он финишировал 37 в скоростном спуске (с отставанием от лидера +8.85), а также выступил в слаломе, но не смог закончить первую трассу и в гигантском слаломе, где был дисквалифицирован.

## Личная жизнь
Женился 8 марта 1978 года на британке Николе Берроуз. У них родилась дочь Наталия (р. 1981) и сын Эдоардо (р. 1983), который женился на принцессе Беатрисе Йоркской, внучке Елизаветы II.